# Chiesa di San Lorenzo (Avegno)
La chiesa di San Lorenzo è un luogo di culto cattolico situato nella frazione di Vescina, in via San Lorenzo, nel comune di Avegno nella città metropolitana di Genova. La chiesa è sede della comunità parrocchiale omonima del vicariato di Recco-Uscio-Camogli dell'arcidiocesi di Genova.

## Storia e descrizione

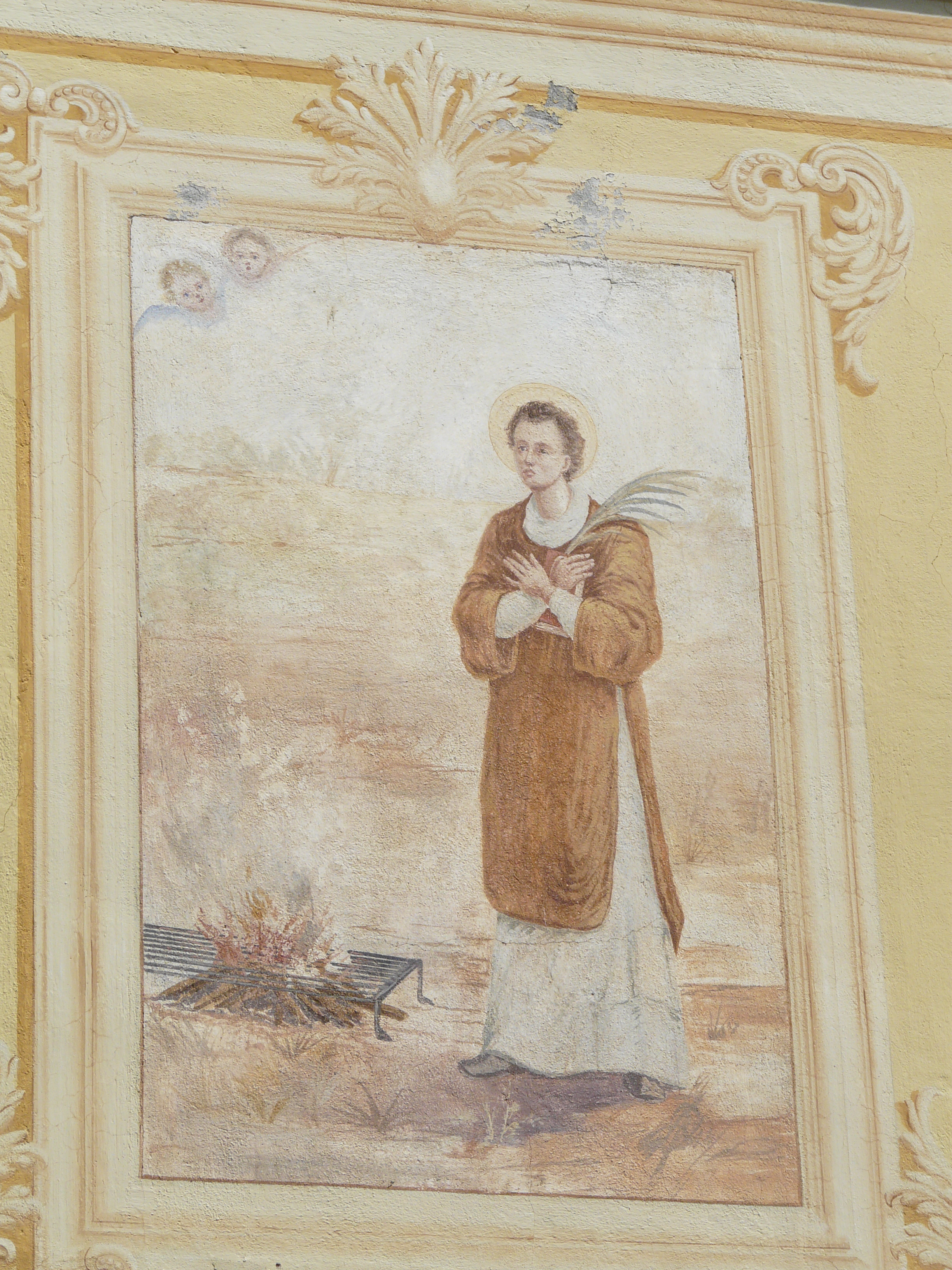
Affresco di San Lorenzo

La chiesa fu elevata al titolo di parrocchia il 22 agosto del 1603 dall'arcivescovo di Genova cardinal Orazio Spinola distaccandola dall'arcipretura di Recco. La sua costruzione potrebbe essere risalente alla fine del XVI secolo, anche se nel corso della visita apostolica di monsignor Francesco Bossi, effettuata nel 1582 nei territori della diocesi genovese, non viene menzionato il passaggio del sacerdote.
Secondo fonti aggiuntive intitolata anche al santo Bernardo di Chiaravalle, l'originaria cappella fu ampliata in seguito così come si presenta attualmente, dotata di un campanile con quattro campane e la canonica.
L'altare centrale, in marmo, è risalente all'ultimo ampliamento del 1824 mentre l'organo e l'orologio del campanile sono del 1870. Le campane sono state consacrate nel 1968 dal cardinale e arcivescovo di Genova Giuseppe Siri.
La chiesa ha subito un consistente restauro tra gli anni ottanta e novanta del XX secolo.